# International Masters 1984
Das Yamaha Keyboards International Masters 1984 war ein professionelles Snookerturnier im Rahmen der Saison 1983/84 ohne Einfluss auf die Weltrangliste. Die Hauptrunde des Turnieres wurde vom 27. Februar bis zum 14. März 1984 in den Assembly Rooms der englischen Stadt Derby ausgetragen. Bekannt wurde das Turnier durch seinen ungewöhnlichen Turniermodus, durch den eine Gruppenphase im Endspiel zustande kam, in der Steve Davis vor Dave Martin und John Dunning seinen dritten Titel bei diesem Turnier gewann. Der Kanadier Kirk Stevens spielte mit einem 107er-Break das höchste Break des Turnieres.

## Preisgeld
Zum vierten und letzten Mal wurde das Turnier von der Yamaha Corporation gesponsert, diesmal hieß das Turnier vollständig Yamaha Keyboards International Masters 1984. Im folgenden Jahr übernahm Dulux die Sponsorschaft des Turnieres, das dann British Open hieß. Bei dieser Ausgabe stieg im Vergleich zur letzten Ausgabe das Preisgeld um gut 10.000 Pfund Sterling auf 63.750 £ an, von denen mit 12.000 £ etwas weniger als ein Fünftel auf den Sieger entfiel.
| Runde         | Runde                           | Runde                           | Preisgeld |
| ------------- | ------------------------------- | ------------------------------- | --------- |
| Hauptrunde    | Final-Gruppenphase              | Sieger                          | 12.000 £  |
| Hauptrunde    | Final-Gruppenphase              | Zweiter                         | 8.000 £   |
| Hauptrunde    | Final-Gruppenphase              | Dritter                         | 6.000 £   |
| Hauptrunde    | Halbfinal-Gruppenphase          | Zweiter                         | 3.000 £   |
| Hauptrunde    | Halbfinal-Gruppenphase          | Dritter                         | 2.000 £   |
| Hauptrunde    | Haupt-Gruppenphase              | Zweiter                         | 1.000 £   |
| Hauptrunde    | Haupt-Gruppenphase              | Dritter                         | 750 £     |
| Qualifikation | Qualifikations-Gruppenphase     | Zweiter                         | 300 £     |
| Qualifikation | Qualifikations-Gruppenphase     | Dritter                         | 100 £     |
| Qualifikation | Vor-Qualifikations-Gruppenphase | Vor-Qualifikations-Gruppenphase | 0 £       |
| Insgesamt     | Insgesamt                       | Insgesamt                       | 63.750 £  |

## Hauptrunde
Wie auch schon in den Vorjahren wurden weite Teile des Turnieres in Gruppenphasen ausgetragen, in diesem Jahr wurde dann die Zahl der einzelnen Gruppen jeweils erhöht, die Zahl der Teilnehmer jeder Gruppe auf drei Spieler gesenkt und auch das Finale erstmals als Gruppenphase gespielt. Die erste Phase der Hauptrunde, die Haupt-Gruppenphase, bestand aus neun Gruppen, die sich aus zwei Qualifikanten und einem für die Hauptrunde gesetzten Spieler zusammensetzten. Es wurde ein einfaches Rundenturnier gespielt und eine Tabelle aufgestellt, deren Erstplatzierter in die Halbfinal-Gruppenphase vorrückt. Diese bestand aus drei Gruppen, in denen dasselbe Prozedere wie eine Runde zuvor stattfand und die jeweiligen Gruppensieger ins Endspiel vorrückten. In diesem wurde zur Ermittlung des Siegers ebenfalls ein einfaches Rundenturnier gespielt. Bis einschließlich zum Halbfinale wurde im Modus Best of 3 Frames gespielt, wogegen sich der Modus der Finalspiele aus den vorhandenen Quellen nicht genau bestimmen lässt.

### Haupt-Gruppenphase

#### Gruppe A
| Platz | Spieler         | Partien | S | N | Frames |
| ----- | --------------- | ------- | - | - | ------ |
| 1     | Ray Reardon     | 2       | 2 | 0 | 4:0    |
| 2     | Mario Morra     | 2       | 1 | 1 | 2:3    |
| 3     | Mike Darrington | 2       | 0 | 2 | 1:4    |

| Spiel | Spieler 1   | Ergebnis | Spieler 2       |
| ----- | ----------- | -------- | --------------- |
| 1     | Mario Morra | 12:12    | Mike Darrington |
| 2     | Ray Reardon | 02:02    | Mike Darrington |
| 3     | Ray Reardon | 02:02    | Mario Morra     |

#### Gruppe B
| Platz | Spieler        | Partien | S | N | Frames |
| ----- | -------------- | ------- | - | - | ------ |
| 1     | Eddie Charlton | 2       | 2 | 0 | 3:2    |
| 2     | John Virgo     | 2       | 1 | 1 | 2:2    |
| 3     | Paul Medati    | 2       | 0 | 2 | 2:3    |

| Spiel | Spieler 1      | Ergebnis | Spieler 2      |
| ----- | -------------- | -------- | -------------- |
| 1     | Eddie Charlton | 02:02    | John Virgo     |
| 2     | Paul Medati    | 12:12    | Eddie Charlton |
| 3     | John Virgo     | 02:02    | Paul Medati    |

#### Gruppe C
| Platz | Spieler      | Partien | S | N | Frames |
| ----- | ------------ | ------- | - | - | ------ |
| 1     | Dave Martin  | 2       | 2 | 0 | 4:0    |
| 2     | David Taylor | 2       | 1 | 1 | 2:2    |
| 3     | Paddy Morgan | 2       | 0 | 2 | 0:4    |

| Spiel | Spieler 1    | Ergebnis | Spieler 2    |
| ----- | ------------ | -------- | ------------ |
| 1     | Dave Martin  | 02:02    | Paddy Morgan |
| 2     | Dave Martin  | 02:02    | David Taylor |
| 3     | David Taylor | 02:02    | Paddy Morgan |

#### Gruppe D
| Platz | Spieler         | Partien | S | N | Frames |
| ----- | --------------- | ------- | - | - | ------ |
| 1     | Terry Griffiths | 2       | 2 | 0 | 4:1    |
| 2     | Jimmy White     | 2       | 1 | 1 | 3:2    |
| 3     | Eddie Sinclair  | 2       | 0 | 2 | 0:4    |

| Spiel | Spieler 1       | Ergebnis | Spieler 2      |
| ----- | --------------- | -------- | -------------- |
| 1     | Terry Griffiths | 02:02    | Eddie Sinclair |
| 2     | Terry Griffiths | 12:12    | Jimmy White    |
| 3     | Jimmy White     | 02:02    | Eddie Sinclair |

#### Gruppe E
| Platz | Spieler          | Partien | S | N | Frames |
| ----- | ---------------- | ------- | - | - | ------ |
| 1     | Warren King      | 2       | 2 | 0 | 4:2    |
| 2     | Alex Higgins     | 2       | 1 | 1 | 3:2    |
| 3     | Jack Fitzmaurice | 2       | 0 | 2 | 1:4    |

| Spiel | Spieler 1    | Ergebnis | Spieler 2        |
| ----- | ------------ | -------- | ---------------- |
| 1     | Alex Higgins | 02:02    | Jack Fitzmaurice |
| 2     | Warren King  | 12:12    | Jack Fitzmaurice |
| 3     | Warren King  | 12:12    | Alex Higgins     |

#### Gruppe F
| Platz | Spieler      | Partien | S | N | Frames |
| ----- | ------------ | ------- | - | - | ------ |
| 1     | John Dunning | 2       | 2 | 0 | 4:1    |
| 2     | Tony Knowles | 2       | 1 | 1 | 3:2    |
| 3     | Les Dodd     | 2       | 0 | 2 | 0:4    |

| Spiel | Spieler 1    | Ergebnis | Spieler 2    |
| ----- | ------------ | -------- | ------------ |
| 1     | John Dunning | 02:02    | Les Dodd     |
| 2     | John Dunning | 12:12    | Tony Knowles |
| 3     | Tony Knowles | 02:02    | Les Dodd     |

#### Gruppe G
| Platz | Spieler       | Partien | S | N | Frames |
| ----- | ------------- | ------- | - | - | ------ |
| 1     | Steve Davis   | 2       | 2 | 0 | 4:0    |
| 2     | Doug Mountjoy | 2       | 1 | 1 | 2:2    |
| 3     | Billy Kelly   | 2       | 0 | 2 | 0:4    |

| Spiel | Spieler 1     | Ergebnis | Spieler 2     |
| ----- | ------------- | -------- | ------------- |
| 1     | Steve Davis   | 02:02    | Billy Kelly   |
| 2     | Steve Davis   | 02:02    | Doug Mountjoy |
| 3     | Doug Mountjoy | 02:02    | Billy Kelly   |

#### Gruppe H
| Platz | Spieler        | Partien | S | N | Frames |
| ----- | -------------- | ------- | - | - | ------ |
| 1     | Willie Thorne  | 2       | 2 | 0 | 4:2    |
| 2     | Kirk Stevens   | 2       | 1 | 1 | 3:3    |
| 3     | Mike Watterson | 2       | 0 | 2 | 2:4    |

| Spiel | Spieler 1     | Ergebnis | Spieler 2      |
| ----- | ------------- | -------- | -------------- |
| 1     | Kirk Stevens  | 12:12    | Mike Watterson |
| 2     | Willie Thorne | 12:12    | Kirk Stevens   |
| 3     | Willie Thorne | 12:12    | Mike Watterson |

#### Gruppe I
| Platz | Spieler        | Partien | S | N | Frames |
| ----- | -------------- | ------- | - | - | ------ |
| 1     | Doug French    | 2       | 1 | 1 | 3:2    |
| 2     | Bill Werbeniuk | 2       | 1 | 1 | 2:2    |
| 3     | Neal Foulds    | 2       | 1 | 1 | 2:3    |

| Spiel | Spieler 1      | Ergebnis | Spieler 2      |
| ----- | -------------- | -------- | -------------- |
| 1     | Neal Foulds    | 12:12    | Doug French    |
| 2     | Doug French    | 02:02    | Bill Werbeniuk |
| 3     | Bill Werbeniuk | 02:02    | Neal Foulds    |

### Halbfinale

#### Gruppe A
| Platz | Spieler        | Partien | S | N | Frames |
| ----- | -------------- | ------- | - | - | ------ |
| 1     | Dave Martin    | 2       | 2 | 0 | 4:1    |
| 2     | Eddie Charlton | 2       | 1 | 1 | 3:2    |
| 3     | Ray Reardon    | 2       | 0 | 2 | 0:4    |

| Spiel | Spieler 1      | Ergebnis | Spieler 2      |
| ----- | -------------- | -------- | -------------- |
| 1     | Eddie Charlton | 02:02    | Ray Reardon    |
| 2     | Dave Martin    | 02:02    | Ray Reardon    |
| 3     | Dave Martin    | 12:12    | Eddie Charlton |

#### Gruppe B
| Platz | Spieler         | Partien | S | N | Frames |
| ----- | --------------- | ------- | - | - | ------ |
| 1     | John Dunning    | 2       | 2 | 0 | 3:2    |
| 2     | Warren King     | 2       | 1 | 1 | 3:3    |
| 3     | Terry Griffiths | 2       | 0 | 2 | 2:3    |

| Spiel | Spieler 1       | Ergebnis | Spieler 2       |
| ----- | --------------- | -------- | --------------- |
| 1     | John Dunning    | 02:02    | Terry Griffiths |
| 2     | Terry Griffiths | 12:12    | Warren King     |
| 3     | Warren King     | 12:12    | John Dunning    |

#### Gruppe C
| Platz | Spieler       | Partien | S | N | Frames |
| ----- | ------------- | ------- | - | - | ------ |
| 1     | Steve Davis   | 2       | 2 | 0 | 4:1    |
| 2     | Willie Thorne | 2       | 1 | 1 | 3:2    |
| 3     | Doug French   | 2       | 0 | 2 | 0:4    |

| Spiel | Spieler 1     | Ergebnis | Spieler 2     |
| ----- | ------------- | -------- | ------------- |
| 1     | Steve Davis   | 02:02    | Doug French   |
| 2     | Steve Davis   | 12:12    | Willie Thorne |
| 3     | Willie Thorne | 02:02    | Doug French   |

### Finale
Am Finale nahmen, wie schon oben geschrieben, drei Spieler teil. Während Steve Davis, amtierender Weltmeister, bislang zweifacher Sieger bei diesem Turnier und Mitfavorit auf den diesjährigen Titel, ohne Probleme bis ins Finale vorrückte, traf er in diesem auf zwei seiner englischen Landsmänner, die beide zum einzigen Male in ihrer Karriere das Finale eines Profiturnieres erreichten: Dave Martin hatte ebenfalls souverän beide Gruppen überstanden und dabei unter anderem Titelverteidiger Ray Reardon aus dem Turnier geworfen. John Dunning musste dagegen zittern, als er nach einem ebenfalls souveränen Auftreten in der Haupt-Gruppenphase das Halbfinale nur durch seine bessere Framedifferenz überstanden hatte.
Davis war der eindeutige Favorit des Endspiels. Dieser Rolle wurde er auch gerecht, als er Dave Martin mit 3:0 und John Dunning mit 4:1 besiegte, womit er seinen dritten Sieg bei diesem Turnier sicher hatte. Das Duell um den zweiten Platz entschied sich im Decider, den Dave Martin gewann.
| Platz | Spieler      | Partien | S | N | Frames |
| ----- | ------------ | ------- | - | - | ------ |
| 1     | Steve Davis  | 2       | 2 | 0 | 7:1    |
| 2     | Dave Martin  | 2       | 1 | 1 | 3:5    |
| 3     | John Dunning | 2       | 0 | 2 | 3:7    |

| Spiel | Spieler 1   | Ergebnis | Spieler 2    |
| ----- | ----------- | -------- | ------------ |
| 1     | Steve Davis | 03:03    | Dave Martin  |
| 2     | Steve Davis | 14:14    | John Dunning |
| 3     | Dave Martin | 23:23    | John Dunning |

## Qualifikation
Die Qualifikation fand im Voraus der Hauptrunde statt, genaue Daten sind aber unbekannt. Sie zwar mit der Vor-Qualifikation und der Haupt-Qualifikation in zwei Teile unterteilt: In der Vor-Qualifikation gab es insgesamt sechs Vierer-Gruppen, eine Dreier-Gruppe sowie zusätzlich ein weiteres Spiel, wobei jeweils die besten beiden Spieler in die Haupt-Qualifikation vorrückten. Diese bestand aus 16 Dreier-Gruppen und zwei einzelnen Spielen, wobei hier jeweils der (Gruppen)sieger sich für die Hauptrunde qualifizierte. Alle Spiele fanden im Modus Best of 3 Frames statt.

### Vor-Qualifikation

#### Gruppe A
| Platz | Spieler         | Partien | S | N | Frames |
| ----- | --------------- | ------- | - | - | ------ |
| 1     | Mike Darrington | 3       | 3 | 0 | 6:2    |
| 2     | Bob Harris      | 3       | 2 | 1 | 5:4    |
| 3     | Roy Andrewartha | 3       | 1 | 2 | 3:5    |
| 4     | Steve Duggan    | 3       | 0 | 3 | 3:6    |

| Spiel | Spieler 1       | Ergebnis | Spieler 2       |
| ----- | --------------- | -------- | --------------- |
| 1     | Roy Andrewartha | 12:12    | Steve Duggan    |
| 2     | Mike Darrington | 02:02    | Roy Andrewartha |
| 3     | Mike Darrington | 12:12    | Bob Harris      |
| 4     | Mike Darrington | 12:12    | Steve Duggan    |
| 5     | Bob Harris      | 12:12    | Roy Andrewartha |
| 6     | Bob Harris      | 12:12    | Steve Duggan    |

#### Gruppe B
| Platz | Spieler         | Partien | S | N | Frames |
| ----- | --------------- | ------- | - | - | ------ |
| 1     | Geoff Foulds    | 3       | 2 | 1 | 4:2    |
| 2     | Warren King     | 3       | 2 | 1 | 4:3    |
| 3     | Bernard Bennett | 3       | 1 | 2 | 3:4    |
| 4     | Bert Demarco    | 3       | 1 | 2 | 2:4    |

| Spiel | Spieler 1       | Ergebnis | Spieler 2       |
| ----- | --------------- | -------- | --------------- |
| 1     | Bernard Bennett | 02:02    | Bert Demarco    |
| 2     | Bert Demarco    | 02:02    | Geoff Foulds    |
| 3     | Geoff Foulds    | 02:02    | Bernard Bennett |
| 4     | Geoff Foulds    | 02:02    | Warren King     |
| 5     | Warren King     | 02:02    | Bert Demarco    |
| 6     | Warren King     | 12:12    | Bernard Bennett |

#### Gruppe C
| Platz | Spieler       | Partien | S | N | Frames |
| ----- | ------------- | ------- | - | - | ------ |
| 1     | Mario Morra   | 3       | 3 | 0 | 6:2    |
| 2     | Paddy Morgan  | 3       | 2 | 1 | 5:3    |
| 3     | Paddy Browne  | 3       | 1 | 2 | 3:5    |
| 4     | David Greaves | 3       | 0 | 3 | 2:6    |

| Spiel | Spieler 1    | Ergebnis | Spieler 2     |
| ----- | ------------ | -------- | ------------- |
| 1     | Paddy Browne | 12:12    | David Greaves |
| 2     | Paddy Morgan | 02:02    | David Greaves |
| 3     | Paddy Morgan | 12:12    | Paddy Browne  |
| 4     | Mario Morra  | 02:02    | Paddy Browne  |
| 5     | Mario Morra  | 12:12    | David Greaves |
| 6     | Mario Morra  | 12:12    | Paddy Morgan  |

#### Gruppe D
| Platz | Spieler        | Partien | S | N | Frames |
| ----- | -------------- | ------- | - | - | ------ |
| 1     | Vic Harris     | 2       | 2 | 0 | 4:1    |
| 2     | Pascal Burke   | 2       | 1 | 1 | 2:2    |
| 3     | Dessie Sheehan | 2       | 0 | 2 | 1:4    |

| Spiel | Spieler 1    | Ergebnis | Spieler 2      |
| ----- | ------------ | -------- | -------------- |
| 1     | Pascal Burke | 02:02    | Dessie Sheehan |
| 2     | Vic Harris   | 02:02    | Pascal Burke   |
| 3     | Vic Harris   | 12:12    | Dessie Sheehan |

#### Gruppe E
| Platz | Spieler      | Partien | S | N | Frames |
| ----- | ------------ | ------- | - | - | ------ |
| 1     | Neal Foulds  | 3       | 3 | 0 | 6:2    |
| 2     | Tony Jones   | 3       | 2 | 1 | 5:2    |
| 3     | John Parrott | 3       | 1 | 2 | 3:4    |
| 4     | George Ganim | 3       | 0 | 3 | 0:6    |

| Spiel | Spieler 1    | Ergebnis | Spieler 2    |
| ----- | ------------ | -------- | ------------ |
| 1     | Neal Foulds  | 02:02    | George Ganim |
| 2     | Neal Foulds  | 12:12    | John Parrott |
| 3     | Neal Foulds  | 12:12    | Tony Jones   |
| 4     | Tony Jones   | 02:02    | John Parrott |
| 5     | Tony Jones   | 02:02    | George Ganim |
| 6     | John Parrott | 02:02    | George Ganim |

#### Gruppe F
| Spiel | Spieler 1   | Ergebnis | Spieler 2     |
| ----- | ----------- | -------- | ------------- |
| 1     | Doug French | 02:02    | Paul Watchorn |

#### Gruppe G
| Platz | Spieler         | Partien | S | N | Frames |
| ----- | --------------- | ------- | - | - | ------ |
| 1     | Pat Houlihan    | 3       | 2 | 1 | 4:2    |
| 1     | John Hargreaves | 3       | 2 | 1 | 4:2    |
| 3     | Marcel Gauvreau | 3       | 1 | 2 | 2:4    |
| 3     | Matt Gibson     | 3       | 1 | 2 | 2:4    |

| Spiel | Spieler 1       | Ergebnis | Spieler 2       |
| ----- | --------------- | -------- | --------------- |
| 1     | Marcel Gauvreau | 02:02    | Matt Gibson     |
| 2     | Matt Gibson     | 02:02    | Pat Houlihan    |
| 3     | John Hargreaves | 02:02    | Marcel Gauvreau |
| 4     | John Hargreaves | 02:02    | Matt Gibson     |
| 5     | Pat Houlihan    | 02:02    | John Hargreaves |
| 6     | Pat Houlihan    | 02:02    | Marcel Gauvreau |

#### Gruppe H
| Platz | Spieler       | Partien | S | N | Frames |
| ----- | ------------- | ------- | - | - | ------ |
| 1     | Gino Rigitano | 3       | 3 | 0 | 6:1    |
| 2     | Paul Medati   | 3       | 2 | 1 | 4:4    |
| 3     | Dennis Hughes | 3       | 1 | 2 | 3:4    |
| 4     | Bill Oliver   | 3       | 0 | 3 | 2:6    |

| Spiel | Spieler 1     | Ergebnis | Spieler 2     |
| ----- | ------------- | -------- | ------------- |
| 1     | Dennis Hughes | 02:02    | Bill Oliver   |
| 2     | Paul Medati   | 12:12    | Bill Oliver   |
| 3     | Paul Medati   | 12:12    | Dennis Hughes |
| 4     | Gino Rigitano | 02:02    | Dennis Hughes |
| 5     | Gino Rigitano | 02:02    | Paul Medati   |
| 6     | Gino Rigitano | 12:12    | Bill Oliver   |

### Haupt-Qualifikation

#### Gruppe A
| Platz | Spieler        | Partien | S | N | Frames |
| ----- | -------------- | ------- | - | - | ------ |
| 1     | John Virgo     | 2       | 2 | 0 | 4:1    |
| 2     | Graham Cripsey | 2       | 1 | 1 | 3:2    |
| 3     | Ian Black      | 2       | 0 | 2 | 0:4    |

| Spiel | Spieler 1      | Ergebnis | Spieler 2      |
| ----- | -------------- | -------- | -------------- |
| 1     | Graham Cripsey | 02:02    | Ian Black      |
| 2     | John Virgo     | 02:02    | Ian Black      |
| 3     | John Virgo     | 12:12    | Graham Cripsey |

#### Gruppe B
| Platz | Spieler         | Partien | S | N | Frames |
| ----- | --------------- | ------- | - | - | ------ |
| 1     | Mike Darrington | 2       | 1 | 1 | 3:2    |
| 2     | Mike Hallett    | 2       | 1 | 1 | 3:3    |
| 3     | Cliff Wilson    | 2       | 1 | 1 | 2:3    |

| Spiel | Spieler 1       | Ergebnis | Spieler 2       |
| ----- | --------------- | -------- | --------------- |
| 1     | Mike Darrington | 02:02    | Cliff Wilson    |
| 2     | Mike Hallett    | 12:12    | Mike Darrington |
| 3     | Cliff Wilson    | 12:12    | Mike Hallett    |

#### Gruppe C
| Platz | Spieler      | Partien | S | N | Frames |
| ----- | ------------ | ------- | - | - | ------ |
| 1     | Les Dodd     | 2       | 1 | 1 | 3:2    |
| 2     | Pat Houlihan | 2       | 1 | 1 | 2:2    |
| 3     | Rex Williams | 2       | 1 | 1 | 2:3    |

| Spiel | Spieler 1    | Ergebnis | Spieler 2    |
| ----- | ------------ | -------- | ------------ |
| 1     | Les Dodd     | 02:02    | Pat Houlihan |
| 2     | Pat Houlihan | 02:02    | Rex Williams |
| 3     | Rex Williams | 12:12    | Les Dodd     |

#### Gruppe D
| Platz | Spieler       | Partien | S | N | Frames |
| ----- | ------------- | ------- | - | - | ------ |
| 1     | John Dunning  | 2       | 2 | 0 | 4:2    |
| 2     | Paul Watchorn | 2       | 1 | 1 | 3:3    |
| 3     | Dean Reynolds | 2       | 0 | 2 | 2:4    |

| Spiel | Spieler 1     | Ergebnis | Spieler 2     |
| ----- | ------------- | -------- | ------------- |
| 1     | John Dunning  | 12:12    | Dean Reynolds |
| 2     | John Dunning  | 12:12    | Paul Watchorn |
| 3     | Paul Watchorn | 12:12    | Dean Reynolds |

#### Gruppe E
| Platz | Spieler         | Partien | S | N | Frames |
| ----- | --------------- | ------- | - | - | ------ |
| 1     | Eddie Sinclair  | 2       | 2 | 0 | 4:0    |
| 2     | Ray Edmonds     | 2       | 1 | 1 | 2:3    |
| 3     | John Hargreaves | 2       | 0 | 2 | 1:4    |

| Spiel | Spieler 1      | Ergebnis | Spieler 2       |
| ----- | -------------- | -------- | --------------- |
| 1     | Ray Edmonds    | 12:12    | John Hargreaves |
| 2     | Eddie Sinclair | 02:02    | John Hargreaves |
| 3     | Eddie Sinclair | 02:02    | Ray Edmonds     |

#### Gruppe F
| Platz | Spieler       | Partien | S | N | Frames |
| ----- | ------------- | ------- | - | - | ------ |
| 1     | Paddy Morgan  | 2       | 1 | 1 | 2:2    |
| 1     | Clive Everton | 2       | 1 | 1 | 2:2    |
| 1     | Tony Meo      | 2       | 1 | 1 | 2:2    |

| Spiel | Spieler 1     | Ergebnis | Spieler 2     |
| ----- | ------------- | -------- | ------------- |
| 1     | Clive Everton | 02:02    | Paddy Morgan  |
| 2     | Tony Meo      | 02:02    | Clive Everton |
| 3     | Paddy Morgan  | 02:02    | Tony Meo      |

Anmerkung: Warum genau Morgan weiterkam, ist leider unbekannt.

#### Gruppe G
| Platz | Spieler          | Partien | S | N | Frames |
| ----- | ---------------- | ------- | - | - | ------ |
| 1     | Warren King      | 2       | 1 | 1 | 3:2    |
| 2     | Eddie McLaughlin | 2       | 1 | 1 | 2:2    |
| 3     | Patsy Fagan      | 2       | 1 | 1 | 2:3    |

| Spiel | Spieler 1        | Ergebnis | Spieler 2        |
| ----- | ---------------- | -------- | ---------------- |
| 1     | Patsy Fagan      | 12:12    | Warren King      |
| 2     | Warren King      | 02:02    | Eddie McLaughlin |
| 3     | Eddie McLaughlin | 02:02    | Patsy Fagan      |

#### Gruppe H
| Platz | Spieler     | Partien | S | N | Frames |
| ----- | ----------- | ------- | - | - | ------ |
| 1     | Dave Martin | 2       | 2 | 0 | 4:2    |
| 2     | Mick Fisher | 2       | 1 | 1 | 3:2    |
| 3     | Bob Harris  | 2       | 0 | 2 | 1:4    |

| Spiel | Spieler 1   | Ergebnis | Spieler 2   |
| ----- | ----------- | -------- | ----------- |
| 1     | Mick Fisher | 02:02    | Bob Harris  |
| 2     | Dave Martin | 12:12    | Bob Harris  |
| 3     | Dave Martin | 12:12    | Mick Fisher |

#### Gruppe I
| Platz | Spieler          | Partien | S | N | Frames |
| ----- | ---------------- | ------- | - | - | ------ |
| 1     | Jack Fitzmaurice | 2       | 2 | 0 | 4:1    |
| 2     | John Spencer     | 2       | 1 | 1 | 3:3    |
| 3     | Vic Harris       | 2       | 0 | 2 | 1:4    |

| Spiel | Spieler 1        | Ergebnis | Spieler 2    |
| ----- | ---------------- | -------- | ------------ |
| 1     | Jack Fitzmaurice | 02:02    | Vic Harris   |
| 2     | Jack Fitzmaurice | 12:12    | John Spencer |
| 3     | John Spencer     | 12:12    | Vic Harris   |

#### Gruppe J
| Platz | Spieler       | Partien | S | N | Frames |
| ----- | ------------- | ------- | - | - | ------ |
| 1     | Neal Foulds   | 2       | 2 | 0 | 4:0    |
| 2     | George Scott  | 2       | 1 | 1 | 2:3    |
| 3     | Dennis Taylor | 2       | 0 | 2 | 1:4    |

| Spiel | Spieler 1    | Ergebnis | Spieler 2     |
| ----- | ------------ | -------- | ------------- |
| 1     | Neal Foulds  | 02:02    | Dennis Taylor |
| 2     | Neal Foulds  | 02:02    | George Scott  |
| 3     | George Scott | 12:12    | Dennis Taylor |

#### Gruppe K
| Platz | Spieler      | Partien | S | N | Frames |
| ----- | ------------ | ------- | - | - | ------ |
| 1     | Doug French  | 2       | 2 | 0 | 4:0    |
| 2     | Colin Roscoe | 2       | 1 | 1 | 2:2    |
| 3     | Joe Johnson  | 2       | 0 | 2 | 0:4    |

| Spiel | Spieler 1    | Ergebnis | Spieler 2    |
| ----- | ------------ | -------- | ------------ |
| 1     | Doug French  | 02:02    | Joe Johnson  |
| 2     | Doug French  | 02:02    | Colin Roscoe |
| 3     | Colin Roscoe | 02:02    | Joe Johnson  |

#### Gruppe L
| Platz | Spieler       | Partien | S | N | Frames |
| ----- | ------------- | ------- | - | - | ------ |
| 1     | Willie Thorne | 2       | 2 | 0 | 4:0    |
| 2     | Tony Jones    | 2       | 1 | 1 | 2:2    |
| 3     | Eugene Hughes | 2       | 0 | 2 | 0:4    |

| Spiel | Spieler 1     | Ergebnis | Spieler 2     |
| ----- | ------------- | -------- | ------------- |
| 1     | Tony Jones    | 02:02    | Eugene Hughes |
| 2     | Willie Thorne | 02:02    | Eugene Hughes |
| 3     | Willie Thorne | 02:02    | Tony Jones    |

#### Gruppe M
| Platz | Spieler       | Partien | S | N | Frames |
| ----- | ------------- | ------- | - | - | ------ |
| 1     | Jimmy White   | 2       | 2 | 0 | 4:0    |
| 2     | Frank Jonik   | 2       | 1 | 1 | 2:2    |
| 3     | Gino Rigitano | 2       | 0 | 2 | 0:4    |

| Spiel | Spieler 1   | Ergebnis | Spieler 2     |
| ----- | ----------- | -------- | ------------- |
| 1     | Frank Jonik | 02:02    | Gino Rigitano |
| 2     | Jimmy White | 02:02    | Gino Rigitano |
| 3     | Jimmy White | 02:02    | Frank Jonik   |

#### Gruppe N
| Platz | Spieler         | Partien | S | N | Frames |
| ----- | --------------- | ------- | - | - | ------ |
| 1     | Billy Kelly     | 2       | 2 | 0 | 4:1    |
| 2     | Ian Williamson  | 2       | 1 | 1 | 2:3    |
| 3     | Jim Meadowcroft | 2       | 0 | 2 | 2:4    |

| Spiel | Spieler 1      | Ergebnis | Spieler 2       |
| ----- | -------------- | -------- | --------------- |
| 1     | Billy Kelly    | 02:02    | Ian Williamson  |
| 2     | Billy Kelly    | 12:12    | Jim Meadowcroft |
| 3     | Ian Williamson | 12:12    | Jim Meadowcroft |

#### Gruppe O
| Platz | Spieler        | Partien | S | N | Frames |
| ----- | -------------- | ------- | - | - | ------ |
| 1     | Mike Watterson | 2       | 2 | 0 | 4:1    |
| 2     | Murdo MacLeod  | 2       | 1 | 1 | 3:2    |
| 3     | Geoff Foulds   | 2       | 0 | 2 | 0:4    |

| Spiel | Spieler 1      | Ergebnis | Spieler 2     |
| ----- | -------------- | -------- | ------------- |
| 1     | Murdo MacLeod  | 02:02    | Geoff Foulds  |
| 2     | Mike Watterson | 02:02    | Geoff Foulds  |
| 3     | Mike Watterson | 12:12    | Murdo MacLeod |

#### Gruppe P
| Platz | Spieler      | Partien | S | N | Frames |
| ----- | ------------ | ------- | - | - | ------ |
| 1     | Mario Morra  | 2       | 2 | 0 | 4:0    |
| 2     | Mark Wildman | 2       | 1 | 1 | 2:2    |
| 3     | Jim Donnelly | 2       | 0 | 2 | 0:4    |

| Spiel | Spieler 1    | Ergebnis | Spieler 2    |
| ----- | ------------ | -------- | ------------ |
| 1     | Mario Morra  | 02:02    | Jim Donnelly |
| 2     | Mario Morra  | 02:02    | Mark Wildman |
| 3     | Mark Wildman | 02:02    | Jim Donnelly |

#### Einzelne Spiele
| Spiel | Spieler 1     | Ergebnis | Spieler 2    |
| ----- | ------------- | -------- | ------------ |
| 1     | Paul Medati   | 12:12    | Graham Miles |
| 2     | Doug Mountjoy | 12:12    | Tommy Murphy |

## Century Breaks
Während des gesamten Turnieres wurden lediglich drei Century Breaks von jeweils einem Spieler gespielt:
- Kirk Stevens: 107
- Steve Davis: 104
- Tony Jones: 101